# DAMEZ
DAMEZ(ダメズ)は、ラジオ番組「DEEPER STREET木曜日」のコーナー、「DEEPER STREET向上委員会」内で結成されたパンクバンド。

## メンバー
- リーダーのピエール（The Water Of Lifeこと清水和彦）ギター担当
- ジャンポール（番組ディレクターの「夜泣き」さん）ベース＆ボーカル担当
- ミッシェル（番組構成作家の「くつした」さんこと齋藤貴義）ドラム担当

作詞ミッシェル、作曲ピエールによるオリジナル楽曲を毎週発表。代々木公園で解散ライブ（本人たちのMCに加え、ラジカセで収録曲を流す）ではアルバム（カセット）を無料配付すると告知したためか400人（番組発表）を動員。用意してきたカセット（50本）が間に合わず、全員に後日発送するというトラブルとなった。
2001年頃、突如ホームページで復活宣言。
楽曲が試聴できたり、メールマガジンが発行されるなどした。
そして、それまでの楽曲に加え、
新曲「新宿ロフトで逢いましょう」、歌詞カードのtxtファイルとアルバムジャケットのJPGファイルを
収録したアルバム「DAMEMANIA」がダウンロード販売されていた。
現在はドメイン失効。

## 楽曲(曲順はアルバムのもの)
1. ダメズのテーマ～THEME OF DAMEZ～
2. 恐怖のダメズ～BE AFRAID OF DAMEZ～
3. インドカレー～INDIAN CULLY～
4. ダメズオエ～DAMEZ OE～
5. ダメズ校歌～ENJOY HISCHOOL LIFE ～
6. ダメズ音頭～DAMEZ DANCE～
7. ホワイトギグ～MERRY X'MS ～
8. ダメズロボ～DAMEZ ROBO～(再結成時の新曲)
9. ダメズじゃんけんビョン～SPANISH DAMEZ～
10. この木ナンノキ？～WHAT IS THIS TREE？～
11. 新宿ロフトで逢いましょう(英語タイトルなし。アルバムオリジナルの新曲。)